# Asteromyia laeviana
Asteromyia laeviana är en tvåvingeart som först beskrevs av Ephraim Porter Felt 1907.  Asteromyia laeviana ingår i släktet Asteromyia och familjen gallmyggor. Inga underarter finns listade i Catalogue of Life.